# Allmän Dirichletserie
Inom matematiken är en Allmän Dirichletserie en serie av formen
{\displaystyle \sum _{n=1}^{\infty }a_{n}\mathrm {e} ^{-\lambda _{n}s}}
där an, s är komplexa tal och {λn} är en växande följd av positiva tal som närmar sig oändlighet.
Vanliga Dirichletserier utgörs av specialfallet λn = log n.